# Нагрудный знак разведчика полевой артиллерии
Знак разведчика полевой артиллерии — нагрудный знак Российской Империи, установленный по Высочайшему повелению императора Николая II, как наружный знак отличия для нижних чинов, состоящих в специальных командах полевой артиллерии.

## История создания
11 (24) августа 1907 года император Николай II повелел установить наружный знак отличия для нижних чинов, состоящих в специальных командах полевой артиллерии. 18 августа 1907 года по военному ведомству был отдан соответствующий приказ № 442 за подписью военного министра Российской Империи генерала от инфантерии А. Ф. Редигера, в котором кроме информативной части о Высочайшем повелении от 11 августа, содержалось также описание наружных знаков отличий для нижних чинов, состоящих в специальных командах полевой артиллерии — нагрудного знака для разведчиков, а также нарукавного знака для телеграфистов и сигналистов.

## Описание знака
Описание знака изложено в приказе по военному ведомству от 18 августа 1907 года № 442:

Нагрудный знак для разведчиков изображает компас с двумя положенными накрест орудиями, концы коих выступают за края кружка. Знак этот, слегка выпуклый, состоит: а) из двух матовых концентрических кругов — наружного диаметром в ¾ вершка с наружным блестящим ободком; б) изображения компасной стрелки во внутреннем кругу; в) четырёх латинских лит.: N, W, S и O, обозначающих четыре страны света и помещаемым между внутренним и наружным ободками, в равном между собой расстоянии, причём буквы N и S приходятся у концов стрелки компаса и расположение их должно быть такое, чтобы буква была N вверху, W направо, S снизу (под орудиями) и O налево, и г) двух скрещённых орудий (длиной 7⁄8 верш.), обращённых дулами вверх, орудия выпуклые… располагаются, под стрелкой компаса. Ободки, стрелка и буквы — выпуклые, блестящие.
— Приказ по военному ведомству от 18 августа 1907 года № 442.

## Кому вручался
Нагрудный знак предназначался для нижних чинов специальных команд — разведчиков полевой артиллерии и устанавливался как наружный знак отличия для вышеназванных чинов. Для других нижних чинов специальных команд, телеграфистов и сигналистов, наружным знаком отличия служили особые нарукавные знаки и нагрудный знак им не вручался.

## Порядок ношения
Знак положено было носить при мундире, рубахе и шинели на правой стороне груди, «в расстоянии 1½ вершка от ея середины и 3-х вершков от воротника».

## Параметры знака
- Размеры: диаметр компаса — 35 мм, длина орудий — 40 мм[к 2].
- Материал изготовления — мельхиор.
- Способ изготовления — цельноштампованный.
- Способ обработки — стальной лак (холодная эмаль).
- Крепление осуществлялось посредством мельхиоровой пластинки, изогнутой в средней части, и суконной петли, пришиваемой к одежде.